# Os Timbiras

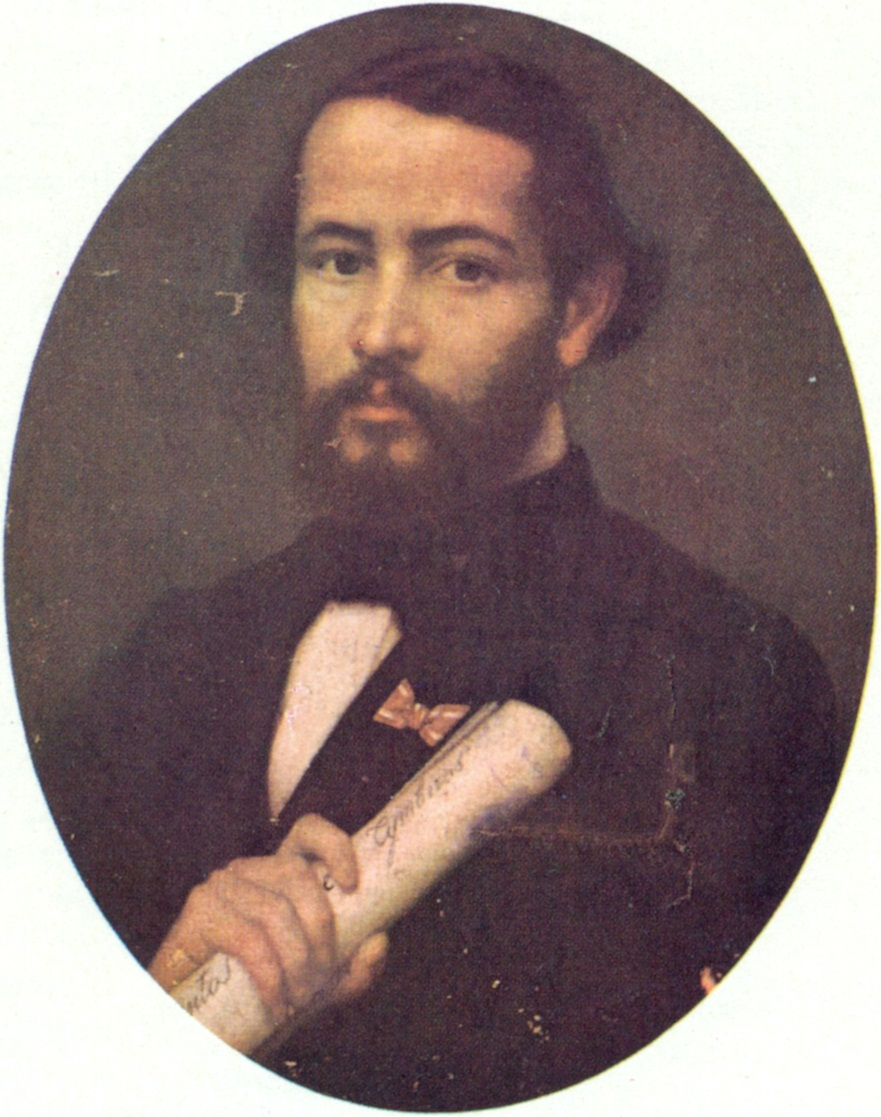
Gonçalves Dias, autor da obra

Os Timbiras é um poema épico escrito por Gonçalves Dias. Publicado em 1857 em Leipzig, na Alemanha, pela editora Brockhaus.

## Anúncio
Gonçalves anunciou Os Timbiras dez anos antes da sua publicação, numa carta de 5 de Julho de 1847 a Antônio Henriques Leal:
“Imaginei um poema... como nunca ouviste falar de outro: magotes de tigres, coatis, de cascavéis; imaginei mangueiras e jabuticabeiras, jequitibás e ipês arrogantes, sapucaieiras e jambeiros, de palmeiras nem falemos; guerreiros diabólicos, mulheres feiticeiras, sapos e jacarés sem conta; enfim, um gênesis americano, uma Ilíada brasileira, uma criação recriada.
“Passa-se a ação no Maranhão e vai terminar no Amazonas com a dispersão dos Timbiras, guerras entre eles e depois com os
portugueses. O primeiro canto já está pronto, o segundo começado".

## Contexto
Durante o Segundo Império havia uma grande preocupação entre o meio artístico e literário do Brasil em compor uma epopeia a altura de Os Lusíadas, para que fosse o poema máximo representante da nação. Muitos poetas se candidataram a fabricarem tal poema, em 1856 Gonçalves de Magalhães publicara A Confederação dos Tamoios, Gonçalves Dias talvez porque não quisera ficar atrás do seu amigo e conterrâneo lançara no ano seguinte Os Timbiras na Alemanha. O poema apareceu dedicado À majestade do muito alto e muito poderoso príncipe o Senhor D. Pedro II, Imperador constitucional e defensor perpétuo do Brasil, segundo Gonçalves havia sido uma promessa feita ao Imperador. Dom Pedro II por sua vez estava disposto a pagar uma boa quantia ao poeta que realizasse um poema que representasse a nação, do outro lado do oceano, os literatos Europeus também alimentavam a ideia de um poema nacional brasileiro.

## Poética
versos
Possui de 2034 versos livres, estando distribuídos pelo poema da seguinte forma:
- Introdução com 60 versos.
- Canto I com 391 versos.
- Canto II com 452 versos.
- Canto III com 609 versos.
- Canto IV com 522 versos.

Ritmo
O segmento melódico de Os Timbiras, inicia-se nos primeiros versos apresentando dez sílabas; apresenta a cesura no sexto verso:
| 1   | 2    | 3   | 4    | 5     | 6   | 7     | 8   | 9    | 10  | —     |
| --- | ---- | --- | ---- | ----- | --- | ----- | --- | ---- | --- | ----- |
| Os  | ri   | tos | se   | mi    | bár | ba    | ros | dos  | Pia | (gas) |
| Cul | to   | res | de   | Tu    | pã  | e_a   | ter | ra   | vir | (gem) |
| Don | de   | co  | mo   | dum   | tro | no_en | fim | se_a | bri | (ram) |
| Da  | cruz | de  | Cris | to_os | pi  | e     | do  | sos  | bra | (ços) |

(OT.i 1-4)
Note-se que temos elisão no terceiro e no quarto versos. Há também uma sinérese no segundo verso. Note-se que temos uma diérese no quarto verso, onde dividimos o ditongo para a formação da sílaba poética. Não registramos nestes quatro primeiros versos a presença de um hiato.
Os Timbiras estão majoritariamente em decassílabos com cesura na sexta sílaba. Os decassílabos gonçalvinos são habitualmente acentuadas na sexta sílaba ou na quarta e oitava. O poeta introduz entre os versos decassílabos versos de nove e onze sílabas. Quanto aos versos de nove sílabas tê todos acentuação na primeira e quinta sílabas, do que resulta um ritmo sensivelmente igual ao dos decassílabos acentuados na segunda e sexta sílaba. Exemplos:

Máximos do globo: anos de Infância. (III, 82)

Descem, quando a terra rumores pede (III, 152)

Turba que d’em torno d’Itapeba (IV, 202)

Mortos por tributo ao mar volvendo (IV, 300).

Gonçalves exerceu um domínio magistral sobre os decassílabos brancos n’Os Timbiras e especialmente na introdução de certas passagens descritivas.
No entanto, apesar de majoritariamente os versos decassílabos sofrem uma digressão nas falas do personagem Piaíba. Exemplo:

"Em quanto o velho Ogib está dormindo,

Vou-me aquecer;

O fogo é bom, o fogo aquece muito;

Tira o sofrer. (II 364-367)
Nestas falas, Piaíba anuncia a morte a Ogib, num quadro lírico e cheio de noturnidade, esta mudança no ritmo imperativo é para cooperar com o ritmo da fala de Piaíba, denominado sempre com o adjetivo o louco; é um quadro belíssimo donde o poeta priorizou muito mais o ritmo descompassado e a divagação conforme só uma pessoa com distúrbios mentais é capaz de compor.

## Enredo
Introdução
Na introdução o poeta evoca a sombra do selvagem guerreiro para narrar a história dos Povos Timbiras, e denomina-se O cantor de um povo extinto.
Canto I
O primeiro canto é dominado pelo combate entre Itajuba, chefe dos Timbiras e o chefe dos Gamelas que para evitarem maior derramamento de sangue decidiram que dentre os chefes tribais àquele que vencesse o combate dominaria sobre a tribo do perdedor. Depois de uma luta que o poeta descreve como "horrivelmente bela" Itajuba vence o combate. Entretanto os Gamelas fugiram pela floresta e não aceitaram o jugo de servirem ao filho de Jaguar - Itajuba. Com a morte do chefe Gamela, seu filho Gurupema é quem assume o comando. Com a fuga dos Gamelas, os Timbiras se reúnem e só então que dão por falta de um guerreiro, Jatir, filho de Ogib. Para negociarem com a tribo derrotada, Itajuba encarrega Jurucei de levar-lhes a mensagem de paz.
Canto II
No segundo canto os índios Timbiras ainda reunidos vão consultar o Piaga da tribo pela sorte que lhes aguarda. O Piaga faz orações para que Tupã faça descer do Ibaque os sonhos para os guerreiros.

"Visita-nos Tupã, quando dormimos,

É só por seu querer que estão sonhamos/

Escute-me Tupã! Sobre vós outros,

Poder do maracá por mim tangido,

Os sonhos desçam, quando o orvalho desce.

"O poder de Anhangá cresce co’a noite;

Sota de noite o mau seus maus ministros:

Caraibebes na floresta acendem

A falsa luz, que o caçador transvia. (II - 83-91)
Todos dormem, entretanto Itajuba preocupado com Jatir que estava desaparecido, chama a Croá o cantor da tribo para entoar canções para acalmar o seu espírito conturbado. À semelhança de Itajuba, Ogib, o velho pai, também perde o sono preocupado com a morte do filho; quando o louco Piaíba aparece, Ogib interroga-o se não terá encontrado com o filho desaparecido.
Canto III
O terceiro canto possui àquele que é considerado o ponto auge do poema à semelhança do duelo descrito no primeiro canto, é o quadro em que o poeta narra a destruição da América:

América infeliz! – que bem sabia,

Quem te criou tão bela e tão sozinha,

Dos teus destinos maus! Grande e sublime

Corres de pólo a pólo entre os sois mares

Máximos de globo: anos da infância

Contavas tu por séculos! que vida

Não fora a tua na sazão das flores!

Que majestosos frutos, na velhice,

Não deras tu, filha melhor do Eterno?!

Velho tutor e avaro cubiçou-te,

Desvalida pupila, a herança pingue

Cedeste, fraca; e entrelaçaste os anos

Da mocidade em flor – às cãs e à vida

Do velho, que já pende e já declina

Do leito conjugal imerecido

À campa, onde talvez cuida encontrar-te! (III - 78-97)
Quando os guerreiros acordam, os sonhos não pressagiam fortuna senão a destruição dos indígenas; o episódio supracitado é uma narrativa do poeta enquanto os selvagens dormiam; para explicar os motivos da destruição o Piaga atribui a falta de oferenda a Tupã nos Maracás; para amenizar os ânimos dos guerreiros, Itajuba os convida para uma caça.
Canto IV
Jurucei chega nas terras dos Gamelas, surpreende-se com a riqueza da tribo, mas não se rende deixando bem claro os desígnios a que viera. Gurupema faz um concílio para decidirem se aceitariam ou não as condições de Itajuba; a principal reivindicação dos Gamelas era o corpo do chefe morto em combate para que fosse sepultado de acordo com os ritos da tribo. Os guerreiros não aceitam as condições, um personagem denominado Tapuia (que quer dizer estrangeiro, vide Tapuias) faz uma oração, é um o momento de sublime retórica dentro do poema: o Tapuia viera de muito longe e tinha visto uma tribo arruinar-se e aconselhara os Gamelas a aceitarem as condições, em um momento de ânimo entre os Gamelas um índio desconhecido desfere uma seta no braço de Jurucei e o canto se encerra com Gurupema procurando pelo responsável.

## Uma obra inacabada
Gonçalves Dias pretendia fazer um poema com 16 cantos, entretanto só dispomos de 4, Antônio Henriques Leal atesta que terá lido seis cantos e que Odorico Mendes também teria conhecido. Sabe-se que o poeta tinha composto já 12 cantos, mas os fragmentos ficaram perdidos quando o poeta naufragou em 1864. Não apenas Os Timbiras se perderam, como também uma tradução de A Noiva de Messina de Schiller além de uma História dos Jesuítas que segundo o poeta era o maior estudo de história do Brasil colonial. No seu Pantheon Maranhense, tomo III, Henriques Leal traz uma narrativa daqueles cantos que teria conhecido, narra ainda aquilo que o poeta dissera que pretendia escrever.